# وازوو (استان ماسوویان)
وازوو (به لاتین: Łazów) یک روستا در لهستان است که در گمینا ستردنگ واقع شده‌است. وازوو ۳۰۰ نفر جمعیت دارد.